# トルネコ一家の冒険記
『トルネコ一家の冒険記』（トルネコいっかのぼうけんき）は、チュンソフトのコンピュータゲーム『トルネコの大冒険 不思議のダンジョン』を題材にしたギャグ漫画。エニックス（現スクウェア・エニックス）『月刊少年ギャグ王』に1994年5月号から1997年5月号まで連載されていた。単行本は全4巻まで刊行された。監修/堀井雄二、脚本/小松崎康弘、作画/村上ゆみ子。

## 概要
原作の時間軸で言うと『ドラゴンクエストIV 導かれし者たち』（以下『DQIV』）の終了後から『トルネコの大冒険』（第1作）の開始前の間に該当する物語だが、企画の段階で「トルネコでありながらゲームとは違った物語」とされているため、トルネコ一家以外の『DQIV』のキャラクターは登場せず、エンドール以外は街の名前も違い、世界地図も異なっている。（パラレルワールドと解釈すべきか）
「謎解き」や「アイテムの探索」、「モンスターとの戦い」や「大魔王」といった原作ドラゴンクエストシリーズを構成する基本事項は一通り備えてはいるが、トルネコのキャラクター性と掲載誌のカラーからかジャンルはギャグ漫画となっており、謎解きや戦いの決め手がギャグであることも多い。
『トルネコの大冒険3』に先んじてポポロとモンスターの交流が見られたり、『トルネコの大冒険2』に先んじてガーゴイルが主要キャラクターであったりする。
なお、続編として『トルネコの大冒険2』を舞台にした漫画が『ハイパーGコミック』名義で発行されている。こちらは雑誌連載ではなく、コミックス用に書き下ろしたものである。全2巻。

## ストーリー
エンドールにて武器屋を営む商人トルネコ。商売も順調で家族も元気と幸せな日々を過ごしていたが、かつて冒険の日々を過ごしていた彼にとっては物足りない日々となっていた。その折、トルネコは物凄い宝物がある洞窟「不思議のダンジョン」の噂を聞きつける。家族の後押しもあって、トルネコは家族と共に不思議のダンジョンを探す冒険の旅へと出るのであった。

## 登場キャラクター

### トルネコ一家
トルネコ
エンドールにて武器屋を営む商人。世界一の武器商人を目指している。かつては世界中を旅し大冒険を繰り広げていた。人当たりが良く善良な性格だが、お金に関しては結構がめつい所もある。結構うっかり者。ダジャレと同時に攻撃することで敵に精神的にも大ダメージを与える「ダジャレアタック」を必殺技とする。
ネネ
しっかり者である、トルネコの妻。ギラの巻物（後にベギラゴンの巻物）を使って戦いに参加することも。また、怒るととても恐ろしく、熱したフライパンや塩で大ナメクジを撃退したこともあった。
ポポロ
トルネコとネネの息子。父に似ずしっかり者。本作では、スライムくんと仲良くなったり、リリパットちゃんに惚れられたりと『トルネコの大冒険3』に先んじてモンスターと交流する姿が見られる。また、物語の後半では弓矢で戦いに参加することもあった。ちなみに、『トルネコの大冒険3』では弓矢は使用できない。
単行本第4巻のキャラクター紹介では「ポロン」と紹介されているが、誤りである。

### トルネコ一家の仲間たち
スライムくん
故郷の村をシルバーデビル達に襲撃され、村と殺された（と思い込んでいた）父の仇を討つために旅をするスライム。ミイラ男たちにいじめられていた所をトルネコたちに助けられ、そのままトルネコに弟子入りする。だが、トルネコは当初商人としての弟子入りと勘違いし、商売の技術を教え込んだ。緊張するとオナラをするクセがあり、そのオナラは人間には普通より臭い程度だが、モンスターに対しては全身がマヒして動けなくなるほどの効果を発揮する。
ズピリンチョ・キドリ
勇者を自称し、古の悪の帝王の封印を解いて倒すというとんでもない考えを持つ若者。アイザック・キドリの子孫でもある。自信満々で格好つけるが、実力はまるでない。トルネコをおびき寄せるためにモンスターにさらわれてしまい、そのことで自らの実力の無さを悟り、トルネコ達と別れた後僧侶として修行をやり直しているうちにトルネコ達と再会。後に不思議のダンジョンの宝物を持っているとレベルアップのスピードが速くなるという言い伝えを知り、宝物を見たくなりトルネコ達の仲間に加わる。僧侶となっても本質的にはあまり代わっておらず、ついでに魔法使いの修行もして賢者になろうとラミドに弟子入りしたり、大魔王やドラゴンと戦う時に勇者だった頃の鎧を来て行こうとしたりした（ドラゴンと戦う時は実際に勇者の時の装備だった）。なお、「ズピリンチョ」は物語の後半で明らかになった名前であり、普段は（名前が明らかになった後も含め）単に「キドリ」と呼ばれている。
ズッピー
ジーノの町で手に入れた馬車の馬。馬車がトルネコ達のものになり、名前を決める際に「ドンスケ」「エリザベータ」「ザンカイザー三世」「ビワノテイオー」という候補があったが全てズッピーに蹴られ（正確には気に入らないような素振りをした）トルネコが「次に出会った人の名前をもらおう」と提案し、たまたま再会したのがキドリであったため名前はキドリの本名からつけられた。ドラゴンとの戦いで活躍。
スライムくんの父
スライム村の英雄。シルバーデビル達との戦いで死んだと思われていたが、実は傷ついた後川に落ち、流されていた所をラミドに青い桃と間違えて拾われ、真っ二つにされる寸前で意識を取り戻し、そのまま帰り道が分からなくなりラミドの助手をしていた。帰り道が分からないという理由でトルネコ達の仲間になる。ドラゴンとの戦いでは活躍した。
シルバーデビル
モンスター軍団の一員で、大魔王の命令で不思議のダンジョンを探すトルネコ達を抹殺しようとする。ギガンテス・ガーゴイルと共にスライムくんの村を襲撃した張本人でもある。デビルキラーのバナナ型の飾りを見ると我を忘れてじゃれつく習性があり、特訓でそれを克服したら今度はバナナ型の飾りがないと禁断症状を起こすようになってしまった。（後にそれも克服した模様）　トルネコ達に敗れてスライムくんにプードル刈りにされ（ある程度月日が過ぎた最終話では元に戻った）モンスター軍団を破門になった後にトルネコ達に自分の娘を助けられ、（トルネコ達は最初はシルバーデビルの娘とは気づいていなかったが）妻の命令によりトルネコ達に協力することになる。
初登場時はまったく歯が立たない強敵として描かれていた（決着はギャグだったが）が、その後は役に立たない部下に振り回され、デビルキラー登場後は自ら醜態をさらすようになり、さらに奥さんに頭の上がらないことが判明と、作品を追うにつれギャグキャラ化が進行していった。
ギガンテス
モンスター軍団の一員。シルバーデビルと共にトルネコ達の抹殺を企み、モンスター軍団を破門後にトルネコ達に協力することとなる。
ガーゴイル
モンスター軍団の一員。シルバーデビルと共にトルネコ達の抹殺を企み、モンスター軍団を破門後にトルネコ達に協力することとなる。
本作に登場するモンスターのうち、オリジナルであるビンボンと大魔王を除くと唯一『トルネコの大冒険』（第1作）と『ドラゴンクエストIV』のどちらにも登場していないモンスターである。本作終了後の作品である『トルネコの大冒険2』以降では店主になっている。
ミイラ男・ゴースト・ミミック
スライムくんをいじめていたモンスターたち。トルネコ達に邪魔された後、その恨みを晴らすべく偽の不思議のダンジョンへ誘い込むが失敗する。後にモンスター軍団に無理やり入れられ、不思議のダンジョンの地図を奪おうとするが失敗。モンスター軍団を抜けるためにトルネコに大魔王の退治を依頼して仲間に加わる。
リリパットちゃん
ミイラ男達の助っ人としてトルネコ達と戦い、その際にポポロに一目ぼれする。近眼で、ぐるぐる眼鏡をかけないと物がよく見えないが、「美貌を隠すから」という理由で眼鏡をかけることを嫌がる。ちなみに、弓矢は眼鏡の有無にかかわらずノーコン。ロをさらって夫にしようとするが、トルネコ達に奪回される。その後、コンタクトにして再びポポロの前に現れ、強引に仲間になる。

### その他の主要人物
カルロスじいさん
エンドールに住む老人。トルネコに不思議のダンジョンのことを教えた人物。トルネコが旅立つ際には町の人々と共に暖かく見送ったが、その際にトルネコの店の管理を一方的にかって出て、そのまま店を乗っ取り同然に手に入れた。
アイザック・キドリ
200年前に不思議のダンジョンの場所を発見した魔法使い。不思議のダンジョンの場所を記した地図に魔法をかけ8つに分け、自分の8人の子供たちに1枚ずつ託し、子孫に受け継がせた。底意地の悪い性格をしており、自分が書き残した日記にもそれが現れている。地図にこのような細工を施したのも「自分が見つけられなかった宝を他の誰かが簡単に見つけたら悔しいから」。
ジャンケン妖精
ジャンケンの森に住む妖精。出会った人間やモンスターに、自分とジャンケンして勝つまで急激に老化する呪いをかける。自身異常に強いジャンケン運を持っているため、トルネコ以外には負け無し（それもズルで負けただけだった）呪われた者は死ぬまでジャンケンをさせられるはめになる。
ズエタク王
ズエタク国の王。ビンボンの呪いで無駄遣いをさせられ続け、国が傾いていた。トルネコによってビンボンが倒され呪いが解けた後は、城にあったアイザックの日記とギラの巻物をトルネコ達に授ける。
ダヤカ大臣
ズエタク国の大臣。ビンボンに取り付かれていた。モンスターに取り付かれていなくても厳しい性格をしており、顔が恐い。とはいえ、悪い人間ではない。
ラミド
高名な魔法使い。アイザックの子孫の一人が地図の裏に彼のサインを書いてもらっていたため、代わりのサインを貰うために会うことになる。地図の裏にサインしてもらっていたことが後に重要な役割を果たす。
シルバーデビルの妻
娘の誕生日祝いに見よう見まねでふぐ刺しを作り、それにあたった娘を助けようと毒消し草を探していた所にトルネコ達と出会い、キドリのキアリーで治療してもらう。その恩返しのため夫のシルバーデビルにトルネコ達に協力するように命令し、トルネコに、どこで吹いてもシルバーデビル族なら聞こえる笛を渡す。

### 敵モンスター
アークデーモン
モンスター軍団の大魔王直属の部下。大魔王の命令で不思議のダンジョンを探すトルネコ達を抹殺しようとしていたが、その大魔王が世界征服をほったらかしてバカンスに出かけたために愛想を着かしてトルネコ達に不思議のダンジョンの地図を渡した。
ビンボン
ダヤカ大臣に取り付いていた貧乏神モンスター。ズエタク国を破産させるため、王に“知らず知らずのうちに無駄遣いしてしまう呪い”をかけていた。呪いを破られると生きていられないという弱点がある。トルネコにも同じ呪いをかけたが、ネネの言葉と、自分の夢に向かう強い意志で呪いを破られ、そのせいで消滅した。
くさったしたい
シルバーデビル達がスライムくんのオナラに対抗するために「自分が腐っているからくさいニオイも感じない」という理由でトルネコに差し向けた刺客。実質的には最初のオナラ対策である。だが脳まで腐っているため物忘れが激しく、「トルネコを殺す」という目的を「トルネコを転がす」と勘違いして、キドリの祖母であるミララミが住むモラン村まで「転がして」しまう。
かまいたち
シルバーデビル達が差し向けた、くさったしたいに続くオナラ対策の刺客。風を自在に操り、ミララミの持っていた住所録を奪う。スライムくんのオナラも風の力ではね返されるが、前述の「ダジャレアタック」によって倒される。
突撃魚・エビルアングラー
かまいたちに続くオナラ対策の刺客。「オナラも水の中までは届かない」という理由で差し向けられた。ファーリーン大陸からアピシャヤ大陸へと船で移動する際に現れる。突撃魚は「ダーツ盤を見るとムショーに突っ込みたくなる」という習性があり、海中からエビルアングラーを利用してトルネコの体にダーツ盤を映し出すことで正確に攻撃をしていたがその事に気づかれてしまい、最終的にはマストが壊れた船を動かすために利用される。
さまようヨロイ
過去にラダイ村で起こった不思議のダンジョンの地図の1枚めぐる争いの勝者の霊。地図を隠そうと村の北にある森の中へと足を踏み入れたが、途中で失くしてしまい（実際はヨロイの中に入り込んでいただけだった）それを探しているうちに戦いで受けた傷が悪化して死ぬものの、宝への執着があまりにも強く成仏できずにさまようヨロイとして森をさまよい続けた。トルネコ達の攻撃は全く通用しなかったが、ポポロが“無駄に”買い込んでおいた磁石付き人形と、彼の一言を誤解したことにより、ようやく成仏した。
魔道士
シルバーデビルの配下。都合が悪くなるとすぐに眠ったフリをする。「アイテム発明の天才博士」と呼ばれており、スライムくんのオナラ対策のアイテムを作るよう命令されたが、ことごとく役に立たないものを作ってはシルバーデビル達にぶっとばされる。最終的にはまともなガスマスクが完成するも固定具に呪いのベルトを採用していたために外れなくなり、やむなくトルネコへの刺客として差し向けられる。最初は順調かと思われたが、ラリホーを使って眠らせたトルネコが眠ったまま強烈な攻撃を繰り出してきた（トルネコの寝相が異常に悪かっただけ）ため、自分の持っていた封印の杖を落として退散する。
マネマネ
シルバーデビルが差し向けた刺客。モシャスの呪文を唱え、誰か別の姿になることを得意とするモンスター。変身していない時はまごまごすることが多く、それが原因でシルバーデビルの怒りを買うことも。初登場の第20話『シルバーデビルの再挑戦』ではアイザックの子孫のひとりであるモージに成りすまし、トルネコ達をシルバーデビル達のもとへおびき出すために登場。第21話『トルネコが二人?!』ではトルネコ自身に成りすまし、旅の商人のバザーを台無しにしてその罪をなすりつけようとしたがポポロの機転によって正体がバレてしまい、商人達によって袋叩きにされる。
ベビーサタン
シルバーデビルがトルネコに奪われた封印の杖を取り戻すために差し向けた刺客。性格は小生意気な子供そのものであり都合の悪いことがあるとすぐに目を潤ませ、相手の同情を誘おうとする。また、原作のドラゴンクエストシリーズと共通する点として、呪文がまともに使えない。アピシャヤ大陸からモウファ大陸へと移動する船の中に紛れ込んで積荷のオモチャやお菓子を盗み、その罪をポポロとスライムくんに着せようとするが封印の杖を盗み出す瞬間を目撃された事が原因で積荷を盗んだことがバレる。そしてネネからギラの巻物を奪い取り呪文で反撃をするも、すぐに精神を使い果たして気を失う。シルバーデビルには明らかにニセモノだとわかる木の棒を渡し、呪文を教えるようにせがむが「ならば体で覚えろ！」と逆にベギラマを食らう。
シャドー
元はトルネコ達の動きを監視し、大魔王やアークデーモンに状況を報告する役であったが、その後もシルバーデビル達の差し向けた刺客の状況を報告する役として登場していた。また、シルバーデビル達に作戦についての意見を求められることもしばしば。ついに第23話『ゴーレムのいる町』ではベビーサタンに続く、封印の杖を取り戻すための刺客となる。「姿を消せる」という理由で差し向けられた。だがそのことが裏目に出てポポロの矢が突き刺さったり焼いたばかりの目玉焼きが頭の上に落ちてきたりと散々な目にあった。肝心の封印の杖はしっかりとトルネコが持っていたため奪えるチャンスはなく、ゴーレムとの戦闘中にトルネコが杖を投げつけた際、キャッチするも、ゴーレムのパンチを食らってしまい砕けた封印の杖と共に吹っ飛ばされる。
ゴーレム
100年は壊れないとされる壁で四方を囲まれたレンゴの町の唯一の入口を守る巨大な石人形。石大工によって作られ、命の石を動力源とする。果すべき目的は命の石を入れる際に声に出すことで決定できる。ゴーレム自体は悪意あるものではないが、作り上げた石大工のミス（命の石を入れる時に間違った命令をした）により町に近づく者は誰であろうとかまわず攻撃するようになってしまった。だがトルネコの活躍によって命の石は取り外され、自由に町の出入りが可能になった。ちなみにその後石大工は町の住人に軽口を言われながらタコ殴りにされた。
鬼面道士
レンゴの町の西の洞穴に住み着いているモンスター。デビルキラーを取りにきたトルネコ達をバシルーラやメダパニを使って必死に追い出そうとしたが、その理由はひどい肩こりと足腰の痛みでイラついていただけ（要するにただの八つ当たり）だった。ポポロが放った矢がツボを刺激したおかげで痛みが治まり、洞穴を出て旅に出た。
爆弾岩カルテット
第25話『トルネコ一家全滅!?』でトルネコ達を足止めするためにシャドーが連れてきたモンスター。「カルテット」という名の通り、四匹の爆弾岩である。原作のドラゴンクエストシリーズの爆弾岩に性別があるかどうかは不明だが、ここで登場する爆弾岩は「仲良し四姉妹」と言っているようにすべて女（メス）である。またそれぞれに名前があるらしく、他の三匹は不明だが一匹は「ナミエ」という。当初の目的通りデビルキラーを手に入れたトルネコ達の足止めに成功し、ギガンテスが洞穴の入口を岩石で塞いだがその時誤ってナミエをトルネコ達と共に閉じ込めてしまったことが仇となり、爆風に巻き込まれ吹き飛ばされる。続く第26話『動きたかった石像』では「爆弾岩トリオ」と名前を改め、死んだナミエの敵討ちのために登場。だが、トルネコが提案したダンジョンの地形を利用した戦法を前に、敵討ちは実現することなく三匹全員が爆死する。最期までメンバー数に合わせたチーム名に拘っていた。
泥人形・ミステリードール
ジーノの町の近くにいる人形コンビ。町を出たポポロとスライムくんをトルネコを倒す人質にとろうとしたが、逆に倒される。第28話『スライムレース』では人に変装して町に来たが、ギャンブルに夢中になってしまい当初の目的（トルネコを倒すこと）を忘れてしまう。スライムレースでイカサマがばれてしまい、優勝商品の馬車でトンズラしたが、追ってきたトルネコを倒す為の罠に自ら掛かってしまった。
ダゴン
ミルカ村が水没している湖に住み着いていたモンスター。トルネコが湖に投げ入れた鉄のオノが頭にぶつかり、その事に激怒してトルネコ達を襲う。湖に飛び込んだトルネコを水ごと吸い込もうとするが、近くに生えていたルーラ草をトルネコが一緒に飲み込ませたため、どこかへ飛んでいってしまった。
キラーマシーン
ミルカ村の近くの山にある遺跡で、僧侶の書を守っていたモンスター。516年と183日前に旅に出た主人の帰りを待ち続けている。また主人の容姿がネネに似ているらしく、そのことが幸いして襲われていたキドリとトルネコを助けることに成功し、好きなところで自由に生きるようにとネネに諭されたことにより長きに渡る使命を終え、どこかへと去っていった。
大魔王
アークデーモン曰く「ヘルコンドルよりもたくましい翼とキラータイガーよりも鋭いキバとドラゴンよりもかたいツメを持つ究極のモンスター」。不思議のダンジョンの宝物が人間に渡るのを恐れ、配下のドラゴンに命じて不思議のダンジョンがある村に呪いをかけて村周辺の地面ごと空に飛ばした。しかし自分もその村の位置が分からなくなり、それを知るために部下に不思議のダンジョンの地図を集めさせていたが、そのうちに嫌になって南の島にバカンス旅行に出かけてしまい、フェイスボールに声マネをさせて代役を勤めさせていた。
ドラゴン
ナモナイ村にかけられた空に浮かんで移動する呪いを守っているモンスター。シルバーデビルの話によると世界征服の主力となる予定だったらしい。ある意味大魔王が世界征服を放り出す原因を作った張本人である。また、シルバーデビルに指摘されるまで自分を大魔王が探していたこと、また自分がナモナイ村と共に迷子になっていたことを知らなかった。ナモナイ村の住人が何度か倒そうと試みるもすべて失敗に終わっていたが、トルネコ達の活躍により倒される。

## アイテム
アイザックの日記
アイザックが記した日記で、不思議のダンジョンの地図について記されている。タイトルには「不思議のダンジョンを見つけた偉大なる魔法使いの日記」と記されており、文章も人を馬鹿にしたような内容が目立つ。日記自体にも魔法がかけられており、トルネコ達が困った時に開かなかったページが開き、まるで全て見透かしているかのようにアドバイスが記述されている。
不思議のダンジョンの地図
アイザックが不思議のダンジョンの位置を記した地図。アイザックが魔法をかけた後8枚に引き裂き、自分の8人の子供たちに託して子孫に受け継がせた。地図を全てつなぎ合わせると不思議のダンジョンの位置が現れる。普通の地図と違って布で出来ており、キドリは弁当箱の包みにしていた。
ギラの巻物
使うとギラの呪文の効果を発する巻物。ズエタク王がトルネコ達に譲った。原作に登場する『イオの巻物』のパロディと見られる。イオの巻物とは異なり使い捨てではないが、使用者の精神力を消費し、使いすぎると気を失う。巻物の内容は、中央に「ギラ」と書かれているだけである。ネネが使用していた。
住所録
キドリの祖母であるミララミが持っていた、アイザックの子孫の現住所の記された住所録。かまいたちに奪われたためトルネコ達が取り返すも、なくした時のための写しがもう一冊存在していた。
磁石付き人形
ラダイ村の露店で売られていた、色んな動物をかたどった何の変哲もない人形だが、裏に磁石が付いている。ポポロが大量に買い込んでいたことが、さまようヨロイとの戦いで役に立つ。
封印の杖
魔道士が持っていた杖。振りかざすと相手の能力を一定時間封印する。回数制限は不明だが、一定回数使用すると振りかざしただけでは効果が現れなくなり、直接相手にぶつけることでもう一度効果を発揮する。
デビルキラー
シルバーデビルに絶大な効果を持つと言われる武器。バナナの飾りと鎖でつながれた短剣である。シルバーデビルがこのバナナの飾りを見ると、我を忘れてじゃれ付いてしまう。克服のためにギガンテスたちに作らせたレプリカでも同様の効果を発揮したことから、特殊な力があるわけではなく単にシルバーデビル自体の習性と思われる。それとは別にレプリカにはない武器固有の特殊な力としてシルバーデビルが身につけるとボミオス状態になる効果もある。
馬車
ジーノの町で開催されたスライムレースの一位の景品。本来なら町で20000ゴールドで販売されているものである（しかしネネがカジノでスッたせいで買えなかった）。出場したスライムくんが一位をとったため、トルネコ達のものになる。
僧侶の書
優秀な僧侶になるための極意が書かれている本。ミルカ村の近くの山にある遺跡でキラーマシーンが守っていたもの。著者が誰かは不明だが、察するにキラーマシーンの主人が所有していた可能性が高い。だが中を見ると年数経過のために紙が黒く変色しており、ラミドが時の砂を振り掛けるまではまともに内容が読めなかった。
ベギラゴンの巻物
ギラの巻物に記されている「ギラ」の文字に、ネネが「ベ」と「ゴン」を書き加えて「ベギラゴン」にしたもの。それでもしっかりとベギラゴンの効果は発揮された。その分精神力の消費も激しく、ネネが初めて使った時は1回だけで気を失った。
シルバーデビルの笛
物語中では「どんなに離れていてもシルバーデビル族には聞こえる特別な笛」としか説明されていないため、正しい名称は不明だがこの項目では便宜上上記の呼称を使用する。
見た目はシルバーデビルをかたどった笛であり、前述の通り吹くとシルバーデビル族ならどんなに離れていても聞こえる音を鳴らす。物語の後半、トルネコに協力する羽目になったシルバーデビル達を呼び出すために使われる。
時の砂
使用した物質の時間を戻すことが出来る砂。僧侶の書に興味を示したラミドが研究を開始する。だがトルネコ達の時代で最も優れた魔法使いであるラミドでさえ作り出すことが出来なかったものを、料理をけなされて激怒したネネが「ヤモリのしっぽ」と「コウモリの羽」と「火炎草」を混ぜ、とんでもないゲテモノ料理を作ろうとして偶然完成させた。

## コミックス
ギャグ王コミックスとしてエニックスより刊行。
1. 1995年8月12日初版。ISBN 4-87025-602-9
2. 1996年6月12日初版。ISBN 4-87025-623-1
3. 1997年1月12日初版。ISBN 4-87025-636-3
4. 1997年7月12日初版。ISBN 4-87025-650-9

## 関連作品
- 『ドラゴンクエスト プリンセスアリーナ』 - 本作品と同じく小松崎康弘（第18話まで）が脚本を担当したドラゴンクエストシリーズの漫画作品。作画は八坂麻美子（第19話以降は脚本も担当）。